# بريل أشبي
بريل أشبي (بالإنجليزية: Bradlee Ashby) (مواليد 23 نوفمبر 1995) هو سبّاح نيوزيلندي، مثّل بلاده في الألعاب الأولمبية الصيفية 2016.

## روابط خارجية
بريل أشبي على موقع الاتحاد الدولي للسباحة (الإنجليزية)
- بريل أشبي على موقع SwimRankings.net (الإنجليزية)
- بريل أشبي على موقع اللجنة الأولمبية الدولية (الإنجليزية)
- بريل أشبي على موقع أوليمبيديا (الإنجليزية)
- بريل أشبي على موقع اللجنة الأولمبية النيوزيلندية (الإنجليزية)